# Gootiella
Gootiella är ett släkte av insekter som beskrevs av Albert Tullgren 1925. Enligt Catalogue of Life ingår Gootiella i familjen långrörsbladlöss, men enligt Dyntaxa är tillhörigheten istället familjen pungbladlöss.
Kladogram enligt Catalogue of Life och Dyntaxa:
| Gootiella | \| \| Gootiella alba \| \| \| \| \| \| Gootiella tremulae \| \| \| \| |
|           | \| \| Gootiella alba \| \| \| \| \| \| Gootiella tremulae \| \| \| \| |
|           | Gootiella alba                                                        |
|           |                                                                       |
|           | Gootiella tremulae                                                    |
|           |                                                                       |